# روابط خطرناک
روابط خطرناک (به انگلیسی: Dangerous Liaisons) فیلمی ۱۱۹ دقیقه‌ای به کارگردانی استیون فریرز با بازی گلن کلوز محصول کشور ایالات متحده آمریکا است.

## خلاصه داستان
«مارکیز دو مرتوی» (کلوز) و «ویکونت دو و المونت» (مالکوویچ)، اشراف‌زاده‌هایی که سابقاً دل باختهٔ یک دیگر بودند، اینک اوقات شان را صرف نقشه‌های اغواگرانه و تلافی جویانه می‌کنند…

## جوایز
این فیلم برنده اسکار بهترین طراحی لباس-برنده اسکار بهترین طراحی هنری-برنده اسکار بهترین فیلمنامه اقتباسی و کاندیدای ۴ اسکار دیگر (کاندیدای اسکار بهترین موسیقی متن-کاندیدای اسکار بهترین بازیگر نقش مکمل زن-کاندیدای اسکار بهترین بازیگر نقش اول زن-کاندیدای اسکار بهترین فیلم) در سال ۱۹۸۹ شد.